# Tulerpeton
Tulerpeton es un género extinguido de Tetrapoda del Devónico, del cual se han encontrado fósiles en la región de Tula (Rusia). Se le considera uno de los primeros tetrápodos auténticos que aparecieron. Se diferencia de los tetrápodos acuáticos menos desarrollados (como Acanthostega o Ichthyostega) en que tiene una estructura de los miembros más robusta. A pesar de esta robustez, Tulerpeton no tiene articulaciones en la muñeca y en el tobillo. Además sus miembros parecen más adaptados para nadar con fuerza que para caminar.